# 氷川神社 (板橋区大谷口上町)
氷川神社（ひかわじんじゃ）は、東京都板橋区の神社。地名を冠して大谷口氷川神社（おおやぐちひかわじんじゃ）とも称される。

## 歴史
創建年代は不明である。口伝によれば文化・文政期（1804年-1831年）の創建といわれている。しかし1674年（延宝2年）の御水帳（土地台帳）に記載されていることから、延宝期には既に存在していたものと推測される。近くの西光寺が当社の旧別当寺であり、大谷口村の鎮守であった。
神事として、毎年1月19日に「稲荷毘射」「氷川毘射」の「御毘射祭」が行われる。

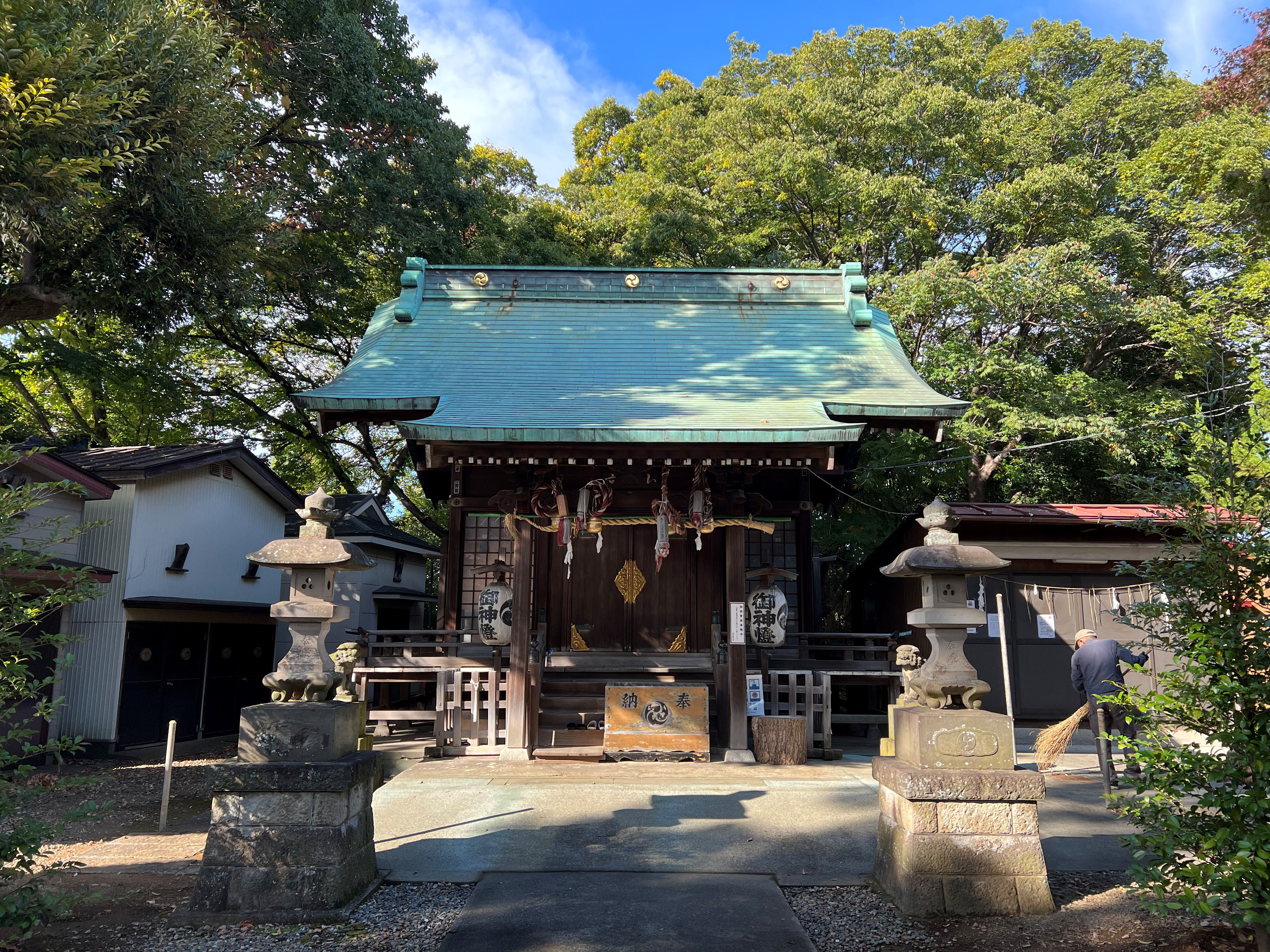
拝殿

## 摂末社
- 榛名神社
- 御嶽神社
- 六天神社
- 稲荷神社

## 氏子区域
いずれも「大谷口」が付く地名の地域である。
- 大谷口1～2丁目
- 大谷口上町
- 大谷口北町

## 交通アクセス
- 小竹向原駅より徒歩12分。